# Граф Монте-Кристо (телефильм, 1975)
«Граф Монте-Кристо» (англ. The Count of Monte Cristo) — телефильм. Экранизация одноимённого произведения Александра Дюма. Интересно, что королевского прокурора Вильфора сыграл Луи Журдан, исполнивший главную роль Эдмона Дантеса во французской экранизации 1961 года.

## Сюжет
Молодой моряк из Марселя по имени Эдмон Дантес готовится жениться на своей возлюбленной Мерседес, а по причине смерти капитана его корабля судовладелец месье Моррель собирается отдать должность Эдмону. У Дантеса есть завистники: корабельный суперкарг Данглар, желающий стать новым капитаном; кузен Мерседес Фернан Мондего, страстно влюблённый в неё; и подлый матрос Кадрусс, которого Дантес поймал на воровстве и исключил из экипажа. Эти трое составляют на Дантеса донос, обвиняя его в бонапартизме и пособничеству возвращения Наполеона на французский престол.
За день до его женитьбы на Мерседес Дантеса арестовывают и приводят на допрос к помощнику королевского прокурора месье Вильфору. При Дантесе обнаруживается письмо, написанное бонапартистскому комитету, но к моряку оно попало через покойного капитана, который, получив его на острове Эльба, попросил Эдмона доставить письмо по назначению в качестве предсмертной воли. Подсудимый изначально симпатичен Вильфору, и он намеревается его отпустить, но в последний момент узнает, что адресант письма месье Нуартье — его собственный отец. Боясь, что родственная связь с заговорщиком может повредить его карьере, Вильфор приказывает заточить Дантеса в неприступную тюрьму-остров Замок Иф.
Дантес проводит несколько лет в заточении, не понимая своей вины. Удача улыбается ему: в его камеру прокапывает тоннель другой невинно заключённый — старый аббат Фариа. Вместе они составляют план побега и продолжают копать тоннель. Аббат учит Эдмона всему, что знает, и помогает пролить свет на заговор, из-за которого моряк очутился за решёткой. На четырнадцатый год заточения у аббата происходит приступ смертельной наследственной болезни. Перед кончиной он раскрывает товарищу тайну сокровищ, спрятанных на острове Монте-Кристо, и завещает их Эдмону.
Дантесу удаётся сбежать из Замка Иф, подменив зашитое в погребальный мешок тело аббата собой. Подмена удается потому, что мешок оставляют до прилива (приливов в Средиземном море нет и в романе про это не упоминается) без присмотра, а затем бросают в море, где Дантес освобождается и оказывается спасён контрабандистами Джакопо и Бертуччо. Добравшись до острова Монте-Кристо, Дантес находит клад огромной ценности. Приняв облик таинственного графа Монте-Кристо, Дантес возвращается во Францию, где узнаёт, что люди, повинные в его несправедливом заточении, достигли больших высот и почестей. Граф разрабатывает хитроумную интригу страшной мести, целью которой является уничтожение его врагов, но план Монте-Кристо сталкивается с неожиданным препятствием, когда из-за его мести начинают страдать ни в чём не повинные люди.

## Отличия от романа
- В фильме отсутствуют некоторые персонажи, такие как Франц Д’Эпине, Максимилиан Моррель, Эрмина и Эжени Данглар, Элоиза и Эдуард де Вильфор, Луиджи Вампа и Карконта.
- Изменён образ Кадрусса. В оригинальном произведении он был трусоватым и слегка завистливым соседом отца Дантеса. Он присутствовал при написании доноса Дангларом и Фернаном, но был сильно пьян и толком не понимал, что происходит. Когда Дантес был арестован, Кадрусс испытывал угрызения совести, что не остановил заговор, но предпочёл промолчать из страха перед законом. В фильме Кадрусс является матросом с корабля Дантеса, которого Эдмон изгнал из команды за воровство. Он не только присутствовал при написании доноса, но и отнёс его в полицию (в романе это сделал Фернан).
- В начале фильма Фернан уже является солдатом.
- В романе Вильфор встречает Нуартье в Париже — отец сам наведывается к прокурору. В фильме встреча происходит в Марселе, где Вильфор приходит к отцу на адрес письма с Эльбы.
- В фильме контрабандистов, которые спасли Дантеса, только двое — Джакопо и Бертуччо. В романе экипаж контрабандистского корабля был больше, и не включал Бертуччо.
- Отсутствует сцена, где Дантес под видом аббата Бузони выведывает у Кадрусса подробности собственного ареста и судьбу его врагов. Эту информацию Дантесу приносит Джакопо.
- Отсутствуют сцены в Риме и спасение Альбера Морсера из плена разбойников. Первая встреча графа Монте-Кристо и Альбера происходит в Париже.
- Валентина де Вильфор в фильме весьма энергичная и слегка взбалмошная девушка — полная противоположность Валентине из книги. Также её возлюбленным является Альбер Морсер, а Максимилиан Моррель отсутствует.
- Элоиза де Вильфор отсутствует, и, соответственно, сюжетная линия с её отравлениями.
- После банкротства Данглар не пытается бежать с украденными деньгами, а застреливается.
- В романе Бенедетто убивает Кадрусса после того, как последний пытается неудачно обокрасть дом графа Монте-Кристо, так как Кадрусс пытался шантажировать бывшего товарища по каторге. В фильме Кадрусс сам первый нападает на Бенедетто, встретив его в особняке графа, так как тот бросил Кадрусса на произвол судьбы во время побега с каторги.
- Разоблачение генерала Морсера произошло до уничтожения графом Вильфора и до дуэли Монте-Кристо с Альбером. В фильме суд над генералом является кульминацией всего сюжета. После выступления Гайде Монте-Кристо и Морсер дерутся на мечах прямо в кабинете Палаты пэров, в результате чего генерал оказывается арестован. В романе Морсер, узнав о несостоявшейся дуэли Альбера с графом, сам пытается вызвать Монте-Кристо, но, узнав настоящее имя своего врага, в ужасе бежит и стреляется.
- Фернан Морсер является единственным из злодеев, кто узнаёт настоящее имя Монте-Кристо.
- Кардинально различаются финалы: в конце романа Монте-Кристо уплывает в открытое море в сопровождении Гайде, которую он искренне полюбил. В фильме граф испытывает к Гайде лишь отцовские чувства, и, закончив свою месть, пытается воссоединиться с Мерседес, но та его отвергает, так как для неё Эдмон Дантес навеки умер и уже никогда не вернётся, а Монте-Кристо принёс с собой лишь боль.

## В ролях
- Ричард Чемберлен — Эдмон Дантес/граф Монте-Кристо
- Тони Кёртис — Фернан Мондего
- Тревор Ховард — аббат Фариа
- Луи Журдан — Жерар де Вильфор
- Дональд Плезенс — Данглар
- Тэрин Пауэр — Валентина де Вильфор
- Кейт Неллиган — Мерседес
- Анджело Инфанти — Джакопо

## Съёмочная группа
- Режиссёр: Дэвид Грин
- Сценарист: Сидни Кэрролл
- Продюсер: Норман Розенмарт
- Оператор: Альдо Тонти
- Композитор: Эллин Фергюсон
- Художник: Вальтер Патриарка
- Монтаж: Джин Милфорд